# Haworthia decipiens var. cyanea
Haworthia decipiens var. cyanea, és una varietat de Haworthia decipiens del gènere Haworthia de la subfamília de les asfodelòidies.

## Descripció
Haworthia decipiens var. cyanea pertany al grup decipiens. És més petitta amb fulles incurvades i té una coloració verd blavosa. Sol romandre solitari. Hi ha diversos noms "nous" d'aquest grup, que es manté tots sota aquesta varietat fins que estigui segur de què cal fer. L'única excepció és H. jansenvillensis de la zona de Jansenville, que és molt fàcil de distingir.

## Distribució i hàbitat
La principal àrea de distribució és entre les províncies sud-africanes del Cap Occidental i Oriental, a Uniondale, on està connectada amb H. cooperi (aquesta població s'anomena H. cooperi 'harryi' sensu Breuer i Hayashi. A la zona de Willowmore coincideix amb decipiens normals, quan creix en zones planes o en pendents baixos, la var. cyanea creix en forts pendents de roques molt més altes. La mida, les espines i el color són un bon senyal de com distingir-les. La frontera nord de l'àrea de distribució és la zona de Merweville.
Haworthia decipiens var. cyanea no està molt estesa en el cultiu. El cultiu és el mateix que amb Haworthia decipiens i la propagació s'ha de fer per llavors.

## Taxonomia
Haworthia decipiens var. cyanea va ser descrita per Martin Bruce Bayer i publicat a Haworthia Revisited 65, a l'any 1999.
Etimologia
Haworthia: nom en honor del botànic britànic Adrian Hardy Haworth (1767-1833).
decipiens: epítet llatí que vol dir "enganyós".
var. cyanea: epítet grec que significa "blau fosc".